# Iso Lehtosaari (ö i Södra Savolax, Nyslott, lat 61,86, long 29,42)
Iso Lehtosaari är en ö i Finland. Den ligger i sjön Puruvesi och i kommunen Nyslott i  landskapet Södra Savolax, i den sydöstra delen av landet, 300 km nordost om huvudstaden Helsingfors. Öns area är 12,3 hektar och dess största längd är 0,6 kilometer i sydöst-nordvästlig riktning.